# Paracolls
Paracolls est une colline situé à  Campôme, dans le département français des Pyrénées-Orientales. Le château de Paracolls, médiéval et ruiné, se trouve à son sommet. Le château était muni d'une chapelle, de style roman, dédiée à saint Pierre, elle aussi ruinée.

## Localisation
Le château de Paracolls est situé au sud-est du village de Campôme et au sud de Molitg-les-Bains, sur un relief surplombant la rive droite de la rivière de la Castellane. L'accès le plus court, à pied, se fait, en partant des thermes de Molitg-les-Bains, puis après avoir traversé un petit pont, en suivant un sentier jusqu'au château.

## Histoire
Le castrum de Paracollis, est cité en 948 et plusieurs fois ensuite entre 958 et 983.
Il s'agissait d'une possession de la maison comtale de Cerdagne : dans le testament du comte Guillaume-Raymond de Cerdagne, rédigé en 1095, il est prévu que son fils Guillaume II de Cerdagne héritera des castrum de Ylice et de Paracollis, soit les châteaux d'Eus et Paracolls.
Cependant à la fin du XIe siècle, les comtes inféodent le château à une famille qui en prend le nom. Un certain Guillem Bernat de Paracolls figure dans un document de l'an 1281. Le fils du chevalier faidit Chabert de Barbeira, prénommé Xatbert, épouse l'héritière du château, Síbila de Paracols. Il est le maître du château et seigneur de Paracolls vers 1291-1294. La forteresse entre ensuite dans le domaine royal de Majorque avant 1305.
En 1312 le roi Sanç inféode le château à Ponç de Caramany, seigneur d'Axat et Caramany, en Fenouillèdes, et crée pour lui la baronnie de Paracolls comprenant Molitg, Estanyils, Fornols et Croells.
En 1382 la baronnie passe aux mains de Francesc de Tregurà, par un achat fait aux seigneurs de Caramany. 

## Le château
"C’est une des plus anciennes forteresses du Conflent (son nom est cité en 948). Elle a fait partie du réseau de tours à signaux qui remontait jusqu’à Mosset et au-delà, vers le col de Jau.".

## Dans la culture
- Meurtres à Collioure est un téléfilm français réalisé par Bruno Garcia en 2015. La légende de Paracolls sert au synopsis de ce téléfilm.